# خوشاب (محترم آباد)
خوشاب (محترم آباد) ، روستایی در دهستان محترم‌آباد بخش کتیج شهرستان فنوج استان سیستان و بلوچستان ایران است.

## جمعیت
این روستا در دهستان محترم آباد  قرار دارد و براساس سرشماری عمومی نفوس و مسکن (۱۳۹۵)، جمعیت آن کمتر از سه خانوار بوده‌است.